# Mecyclothorax paravus
Mecyclothorax paravus är en skalbaggsart som beskrevs av Britton 1948. Mecyclothorax paravus ingår i släktet Mecyclothorax och familjen jordlöpare. Inga underarter finns listade i Catalogue of Life.